# Mchinji
Mchinji   este un oraș  în  Malawi. Este reședința  districtului  Mchinji.